# Eiji Wentz
Eiji Wentz (ウエンツ瑛士, ウエンツえいじ, Uentsu Eiji), född 8 oktober 1985 i Tokyo, Japan, är en av medlemmarna i den japanska popduon WaT, tillsammans med Teppei Koike. Han är även underhållare och skådespelare.